# Mejía
Mejía is een gemeente in de Venezolaanse staat Sucre. De gemeente telt 12.700 inwoners. De hoofdplaats is San Antonio del Golfo.